# 国鉄T65形コンテナ
国鉄T65形コンテナ（こくてつT65がたコンテナ）は、日本国有鉄道（国鉄）が1968年（昭和43年）度に製造した、鉄道輸送用一種規格（11 ft）タンクコンテナである。

## 概要
1968年（昭和43年）度に鉱物油専用非クレーン取り扱いタンクコンテナとして富士重工業にて9個が製作された。
直円筒形のタンク体は、普通鋼（一般構造用圧延鋼材）製で接液面は鉛ホモゲン加工が施された。タンク体は、法規制により前後に2室に分割され、前後室それぞれに直径450 mmのマンホールが設けられた。マンホール蓋は、ステンレス鋼製のため無塗装であった。寸法関係は全長3,240 mm、全幅2,300 mm、全高1,900 mm、荷重4.4 t、自重2.4 t、容積は4.0 m3である。
1985年（昭和60年）度に最後まで使用された1個が廃止され形式消滅した。